# 尼泊爾裔俄羅斯人
尼泊爾裔俄羅斯人，是指生於俄羅斯的尼泊爾人或有居留權的移民和臨時勞工。

## 歷史
尼泊爾人來到俄羅斯是在蘇聯時期，他們來蘇聯讀書和接受訓練，大約超過6000位尼泊爾留學生從蘇聯各大學畢業成為律師，新聞工作者、醫生和工程師。
他們多數人留下定居並與當地人結婚，蘇聯解體後尼泊爾企業家率先於俄羅斯落戶投資私人水電工程和各種在本國的工程。